# Chromene
| Chromene                   |                                  |                                  |                |
| Name                       | 2H-Chromen                       | 4H-Chromen                       |                |
| Andere Namen               | 2-Benzopyran                     | 4-Benzopyran                     |                |
| Strukturformel             | Struktur von 2H-Chromen          | Struktur von 4H-Chromen          |                |
| CAS-Nummer                 | 254-04-6                         | 254-03-5                         |                |
| CAS-Nummer                 | ? (Isomerengemisch)              |                                  |                |
| PubChem                    | 9211                             | 136068                           |                |
| Summenformel               | C9H8O                            | C9H8O                            | C9H8O          |
| Molare Masse               | 132,16 g·mol−1                   | 132,16 g·mol−1                   | 132,16 g·mol−1 |
| Aggregatzustand            | flüssig                          | flüssig                          | flüssig        |
| Kurzbeschreibung           |                                  |                                  |                |
| Schmelzpunkt               | < 25 °C                          | ? °C                             |                |
| Siedepunkt                 | 92 °C (13 mbar)                  | 77 °C (10 mbar)                  |                |
| Dichte                     | 1,10 g·cm−3                      | ? g·cm−3                         |                |
| Löslichkeit                | unlöslich in Wasser              |                                  |                |
| GHS- Kennzeichnung         | \| keine Einstufung verfügbar \| | \| keine Einstufung verfügbar \| |                |
| H- und P-Sätze             | siehe oben                       | siehe oben                       |                |
| H- und P-Sätze             | siehe oben                       |                                  |                |
| H- und P-Sätze             | siehe oben                       |                                  |                |
| Toxikologische Daten       | 250 mg·kg−1 (LD50, Maus, i.p.)   |                                  |                |
| keine Einstufung verfügbar |                                  |                                  |                |

Als Chromene (auch: Benzopyrane) werden die beiden organischen chemischen Verbindungen 2H-Chromen und 4H-Chromen bezeichnet. Diese zählen zu den aromatischen Verbindungen und zu den Heterocyclen, da im Ringsystem das Heteroatom Sauerstoff enthalten ist. Beide Substanzen sind Isomere, die sich nur durch die Lage der Doppelbindung im heterocyclischen Sechsring unterscheiden.

## Vorkommen, Derivate und Verwendung
2H-Chromen kommt in dem Myrtengewächs Calyptranthes tricona vor. Derivate des 2H-Chromens wirken als potente Kaliumkanalöffner und werden als Arzneistoffe verwendet (Cromakalim, Lemakalim); Carbocromen wird zur Herztherapie eingesetzt. Vom 2H-Chromen leiten sich Cumarin und Umbelliferon ab, vom 4H-Chromen das Chromon, die Anthocyanidine und Flavone. Durch Hydrierung des Pyran-Ringes erhält man das Chroman, das z. B. den Grundbaustein der Tocopherole, der Rotenoide und einiger Cannabinoide darstellt. Auch viele Alkaloide enthalten ein Chromen-Gerüst als Chromophor.

### Isochromene
Stellungsisomere der beiden Chromene sind das 1H-Isochromen und das 3H-Isochromen, bei denen sich das Sauerstoff-Atom in Position 2 befindet.

1H-Isochromen
3H-Isochromen

## Darstellung
Eine einfache Einstufensynthese von 2H-Chromen nach Yoshiyuki Kawase ist durch direkte Cyclisierung von Salicylaldehyd mit Propencarbonsäureestern in DMF möglich.
Die Synthese von 2H-Chromen erfolgt auch durch eine Wittig-Reaktion und anschließendem Ringschluss ausgehend vom Natriumsalz des Salicylaldehyds und Vinyltriphenylphosphoniumbromid.